# ساراسينيسكو
ساراسينيسكو؛ هي بلدية في مدينة روما الكبرى في إقليم لاتسيو الإيطالي، وتقع على بعد حوالي 40 كيلومتر (25 ميل) شمال شرق روما.
تقع ساراتشينيسكو على حدود البلديات التالية: أنتيكولي كورادو، سيريتو لازيالي، مانديلا، روكا كانتيرانو، سامبوتشي، فيكوفارو. تقع على قمة أحد أعلى الجبال في وادي نهر أنيين.
وقد وُصفت بأنها تقع "في موقع فريد للغاية ومن الصعب الوصول إليه"  و"رائعة للأزياء والعادات القديمة لسكانها"،  وبسبب موقعها على نتوء صخري يبلغ ارتفاعه 900 متر (3,000 قدم) فوق وادي نهر أنيين. يمكن الوصول إليها عن طريق التفرع من الطريق السريع روما-لاكويلا عند مخرج فيكوفارو-مانديلا واتباع طريق جبلي شديد الانحدار يؤدي إلى المدينة وينتهي فيها.

## الأصول
أنشئت المدينة بعد أن تم عزل مجموعة من العرب المهاجمين (المعروفين لدى الإيطاليين في العصور الوسطى باسم الساراسين ) عن القوة الإسلامية الرئيسية في أعقاب الغارة العربية على روما عام 846.  لجأ هؤلاء العرب المحاصرون إلى قمة النتوء الصخري الذي أصبح فيما بعد مستوطنة ساراسينيسكو. وقرروا بحكمة التحول إلى المسيحية كشرط لاستسلامهم للقوات المحلية، ونتيجة لذلك سُمح لهم بالاستقرار في ملجأهم الجبلي، وتشكيل ساراسينيسكو. ومن بين أحفادهم سكان القرية المعاصرين، مثل جوزيبي ديل علي، الذي تم تسجيله كرئيس لبلدية القرية في عام 2005. وفي عام 2011، أقر رئيس البلدية التالي بالتراث العربي للقرية.
يظهر اسم ساراسينيسكو في نقش يعود تاريخه إلى عام 1052 تحت اسم روكا ساراسينيسكوم.
تشتق العديد من الأسماء المحلية من اللغة العربية (مثل المنصور ، الذي وصف في القرن التاسع عشر بأنه "ليس من غير المألوف" في القرية)  وهناك أيضًا العديد من السمات العربية النموذجية في المباني. بعض الأسماء العربية الشائعة الأخرى التي سمعت بين القرويين، والتي لاحظها أنطونيو نيبي ، تشمل ماستوري، وأرجانتي، ومورجانتي، وماروكو، وميرانت، وماناس، ومارجوت.

## المعالم السياحية الرئيسية

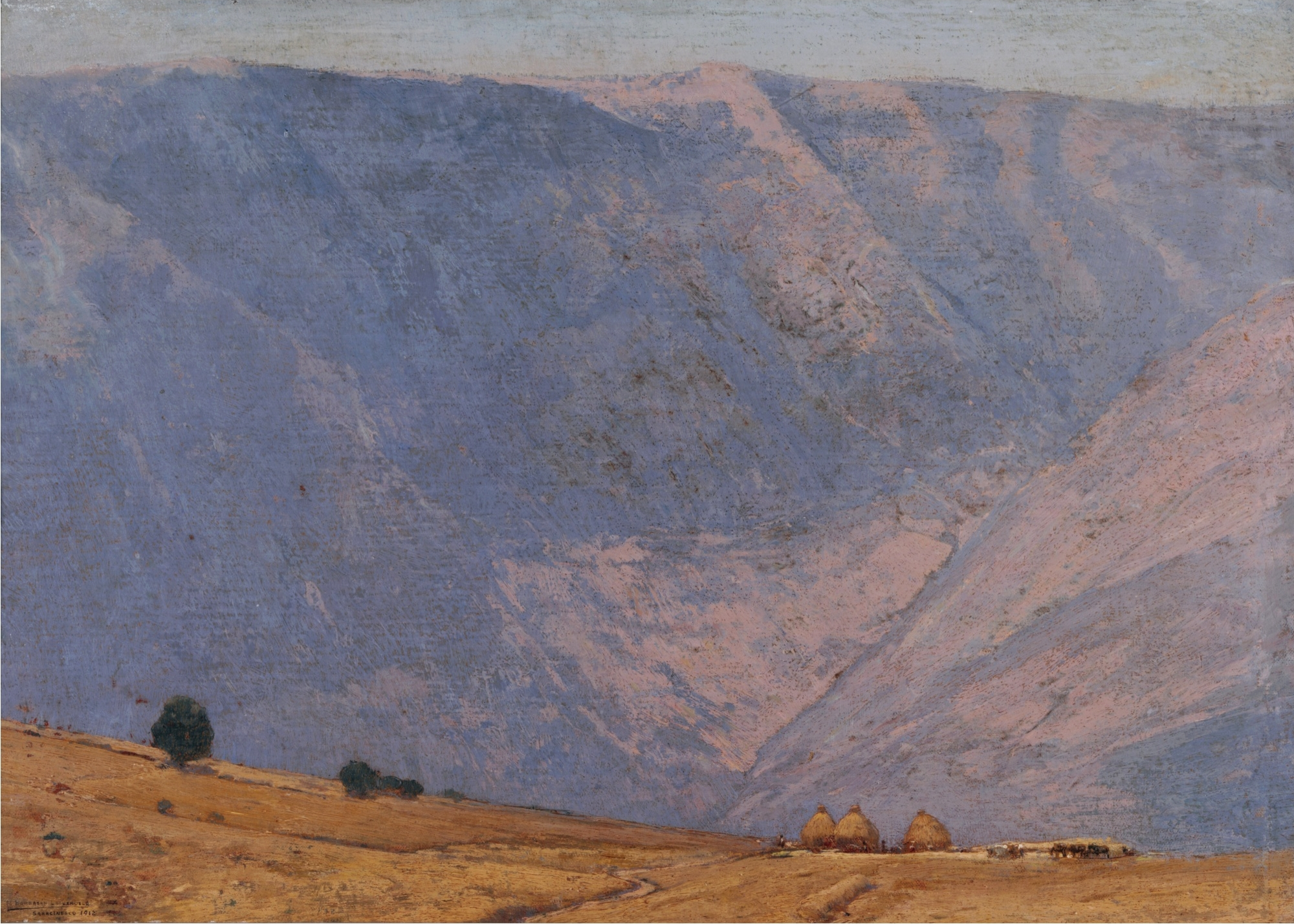
منظر طبيعي لماريانو بارباسان ، 1912.

### متحف الزمن
كان مشروع متحف الزمن بمثابة تكريم جزئي لأسلاف المدينة، حيث كان العرب يعتبرون من أبرز علماء الرياضيات في العصور الوسطى .
في عام 1999، أجرت منطقة لاتسيو مسابقة بين جميع المدن الصغيرة أو البلديات لمعرفة من يمكنه التوصل إلى أفضل الأفكار لتحسين مدينتهم وإنشاء بعض الميزات المثيرة للاهتمام والجذب. كان متحف الزمن الذي صممه ساراسينيسكو أحد المشاريع الستة عشر التي تم اختيارها.
تأسس المتحف لاحقًا بين عامي 2001 و2002 بدعم إقليمي، كمسار على طول الشوارع القديمة الضيقة التي تدور حول سفح القلعة السابقة. يؤدي الطريق إلى نماذج مختلفة من الساعات الشمسية، والتي تم إعادة بنائها علميًا من قبل عالم الفيزياء الفلكية أندريا كاروسي، والمهندس المعماري روبرتو زيانتوني.

### الساعة الشمسية "كاربي دييم"
أكثر ما يلفت الانتباه هي الساعة الشمسية الضخمة "كاربي دييم" والتي يمكن رؤيتها من على بعد أميال من موقعها المهيمن على ارتفاع عالٍ على واجهة الصخرة في القلعة. وهو أيضًا النوع الرأسي الأكثر شيوعًا من الساعات الشمسية، والذي اعتدنا على رؤيته على الجدران المواجهة للجنوب في الكنائس والمباني العامة. عند غروب الشمس، تلتقط ساعة ساراسينيسكو هذه أشعة الشمس الغاربة وتنعكس على الوديان المظلمة. علاوة على ذلك، فهو يخفي جدارًا إسمنتيًا قبيحًا يحتوي على خزان المياه الخاص بالمدينة. كان تحسين مظهر المكان أحد أهداف مسابقة لاتسيو.

### ساعة لامبرت
يوجد نوع أكثر غرابة من الساعات الشمسية في الحديقة الصغيرة أسفل ساعة كاربي دييم الشمسية. تُعرف باسم ساعة لامبرت نسبةً إلى عالم الرياضيات والفيزياء الألماني يوهان هاينريش لامبرت في القرن الثامن عشر، وهي تأخذ شكل حوض دائري من الماء، مع تحديد الساعات أسفل السطح. عند اتباع الطريق عبر القرية.

### الساعة الشمسية الاستوائية (الاعتدال)
يمكنك أيضًا الاستمتاع بنموذج لساعة شمسية استوائية (تسمى أيضًا الاعتدال)، تتكون من حلقتين نصفيتين من الفولاذ المقاوم للصدأ، تشير إلى الساعات وخط الزوال، ونسخة طبق الأصل من كرة ماتيليكا، تم اكتشاف هذه الآلة في بلدة ماتيليكا الصغيرة في منطقة ماركي في إيطاليا عام 1985، أثناء تنفيذ أعمال تعزيز أسس قصر جوفيرنو، كانت كرة رخامية تتميز بسلسلة من الخطوط والدوائر المتحدة المركز والثقوب والحروف الأبجدية اليونانية، إذا تم وضعه في المكان الصحيح، فإنه يسجل ساعات شروق الشمس، وطول اليوم، والانقلابات والاعتدالات، ومرور الشمس عبر الأبراج. هناك مثال آخر معروف فقط لهذا النوع من الساعات الشمسية، والذي تم العثور عليه في اليونان في عام 1939.

### ساعة الراعي الأسطوانية
هناك أيضًا نموذج لساعة الراعي الأسطوانية، موضوعة على جدار منخفض في الساحة الرئيسية، بجوار كنيسة القديس ميشيل أركانجلو التاريخية، يعود تاريخ هذه الآلة إلى الراهب الألماني هيرمانوس كونتراكس الذي عاش في القرن الحادي عشر. يعتبر مثال ساراسينيسكو عبارة عن عمود كبير من الفولاذ المقاوم للصدأ، ولكن عادةً ما تكون هذه الساعات الشمسية صغيرة وسهلة الحمل.

## التركيبة السكانية
اشتهر السكان بملامحهم الشرقية،  حيث كان السكان الذكور "يشتهرون بمظهرهم الداكن الجميل"  ووصفت الإناث بأنهن "ذوات جمال أسطوري اشتهرت به القرية ذات يوم"، وكانوا مطلوبين في روما كعارضات أزياء في مطلع القرن التاسع عشر بسبب مظهرهن الداكن الغريب.

## روابط خارجية
- ساراسينيسكو باللغة الإنجليزية